# Atletik under sommer-OL 2020 - 800 meter løb (herrer)
Mændenes 800 meter ved sommer-OL 2020 i Tokyo blev afholdt på Japans nationalstadion fra 31. juli til 4. august. I alt 48 atleter blev registreret, men kun 47 medvirkede.

## Resultater

### Indledende heats
Kvalifikationsregler: De tre første atleter i hvert heat (Q) og de seks hurtigste ellers (q) gik videre til semifinalerne.

#### Heat 1
| Placering | Bane | Udøvere            | Nation         | Tid     | Kommentarer |
| --------- | ---- | ------------------ | -------------- | ------- | ----------- |
| 1         | 4    | Ferguson Rotich    | Kenya          | 1.43,75 | Q           |
| 2         | 7    | Peter Bol          | Australien     | 1.44,13 | Q           |
| 3         | 1    | Elliot Giles       | Storbritannien | 1.44,49 | Q           |
| 4         | 2    | Abdelati El Guesse | Marokko        | 1.44,84 | q, PB       |
| 5         | 5    | Isaiah Jewett      | USA            | 1.45,07 | q           |
| 6         | 8    | Tony van Diepen    | Holland        | 1.46,03 |             |
| 7         | 3    | Pol Moya           | Andorra        | 1.47,44 |             |
| 8         | 6    | Musa Hajdari       | Kosovo         | 1.48,96 |             |

#### Heat 2
| Placering | Bane | Udøvere                  | Nation                     | Tid     | Kommentarer |
| --------- | ---- | ------------------------ | -------------------------- | ------- | ----------- |
| 1         | 4    | Marco Arop               | Canada                     | 1.45,26 | Q           |
| 2         | 3    | Amel Tuka                | Bosnien-Hercegovina        | 1.45,48 | Q           |
| 3         | 2    | Gabriel Tual             | Frankrig                   | 1.45,63 | Q           |
| 4         | 1    | Pablo Sánchez-Valladares | Spanien                    | 1.46,06 |             |
| 5         | 7    | Andreas Kramer           | Sverige                    | 1.46,44 |             |
| 6         | 6    | Oliver Dustin            | Storbritannien             | 1.46,94 |             |
| 7         | 8    | Alex Beddoes             | Cookøerne                  | 1.47,26 | NR          |
| 8         | 5    | Francky Mbotto           | Centralafrikanske Republik | 1.48,26 | NR          |

#### Heat 3
| Placering | Bane | Udøvere           | Nation                   | Tid     | Kommentarer |
| --------- | ---- | ----------------- | ------------------------ | ------- | ----------- |
| 1         | 1    | Clayton Murphy    | USA                      | 1.45,53 | Q           |
| 2         | 6    | Daniel Rowden     | Storbritannien           | 1.45,73 | Q           |
| 3         | 2    | Abdessalem Ayouni | Tunesien                 | 1.45,73 | Q, SB       |
| 4         | 8    | Charlie Hunter    | Australien               | 1.45,91 | q           |
| 5         | 4    | Saúl Ordóñez      | Spanien                  | 1.45,98 |             |
| 6         | 7    | Brandon McBride   | Canada                   | 1.46,32 |             |
| 7         | 3    | Melese Nberet     | Etiopien                 | 1.47,80 |             |
| 8         | 5    | James Chiengjiek  | Olympiske flygtningehold | 2:02.04 |             |

#### Heat 4
| Placering | Bane | Udøvere               | Nation      | Tid     | Kommentarer |
| --------- | ---- | --------------------- | ----------- | ------- | ----------- |
| 1         | 8    | Nijel Amos            | Botswana    | 1.45,04 | Q           |
| 2         | 6    | Michael Saruni        | Kenya       | 1.45,21 | Q           |
| 3         | 7    | Adrián Ben            | Spanien     | 1.45,30 | Q           |
| 4         | 5    | Jeff Riseley          | Australien  | 1.45,41 | q           |
| 5         | 2    | Oussama Nabil         | Marokko     | 1.45,64 | q           |
| 6         | 1    | Pierre-Ambroise Bosse | Frankrig    | 1.45,97 | q           |
| 7         | 3    | Ryan Sánchez          | Puerto Rico | 1.47,07 |             |
| 8         | 4    | Thiago André          | Brasilien   | 1.47,25 |             |

#### Heat 5
| Placering | Bane | Udøvere             | Nation      | Tid     | Kommentarer |
| --------- | ---- | ------------------- | ----------- | ------- | ----------- |
| 1         | 1    | Jesús Tonatiú López | Mexico      | 1.46,14 | Q           |
| 2         | 5    | Eliott Crestan      | Belgien     | 1.46,19 | Q           |
| 3         | 7    | Patryk Dobek        | Polen       | 1.46,59 | Q           |
| 4         | 3    | Mark English        | Irland      | 1.46,75 |             |
| 5         | 4    | Benjamin Robert     | Frankrig    | 1.47,12 |             |
| 6         | 6    | Eric Nzikwinkunda   | Burundi     | 1.47,97 |             |
| 7         | 2    | Andrés Arroyo       | Puerto Rico | 1:53.09 |             |
| 8         | 8    | Dennick Luke        | Dominica    | 1:54.30 |             |

#### Heat 6
| Placering | Bane | Udøvere                 | Nation      | Tid     | Kommentarer |
| --------- | ---- | ----------------------- | ----------- | ------- | ----------- |
| 1         | 6    | Emmanuel Korir          | Kenya       | 1.45,33 | Q           |
| 2         | 3    | Mateusz Borkowski       | Polen       | 1.45,34 | Q           |
| 3         | 5    | Bryce Hoppel            | USA         | 1.45,64 | Q           |
| 4         | 1    | Mostafa Smaili          | Marokko     | 1.46,05 |             |
| 5         | 8    | Yassine Hethat          | Algeriet    | 1.46,20 |             |
| 6         | 7    | Abubaker Haydar Abdalla | Qatar       | 1.47,45 |             |
| 7         | 4    | Wesley Vázquez          | Puerto Rico | 1.49,06 | SB          |
| —         | 2    | Ayanleh Souleiman       | Djibouti    | —       | DNS         |

### Semifinaler
Kvalifiseringsregler: De to første udøvere i hvert heat (Q) og de to hurtigste ellers (q) fikk videre til finalen.
| Placering | Heat | Placering i heat | Bane | Udøvere               | Nation              | Tid     | Kommentarer |
| --------- | ---- | ---------------- | ---- | --------------------- | ------------------- | ------- | ----------- |
| 1         | 3    | 1                | 6    | Ferguson Rotich       | Kenya               | 1.44,04 | Q           |
| 2         | 2    | 1                | 6    | Peter Bol             | Australien          | 1.44,11 | Q, AR       |
| 3         | 2    | 2                | 5    | Clayton Murphy        | USA                 | 1.44,18 | Q           |
| 4         | 2    | 3                | 7    | Gabriel Tual          | Frankrig            | 1.44,28 | q, PR       |
| 5         | 2    | 4                | 4    | Adrián Ben            | Spanien             | 1.44,30 | q           |
| 6         | 2    | 5                | 8    | Daniel Rowden         | Storbritannien      | 1.44,35 | SB          |
| 7         | 3    | 2                | 8    | Amel Tuka             | Bosnien-Hercegovina | 1.44,53 | Q, SB       |
| 8         | 2    | 6                | 9    | Michael Saruni        | Kenya               | 1.44,55 | SB          |
| 9         | 1    | 1                | 3    | Patryk Dobek          | Polen               | 1.44,60 | Q           |
| 10        | 1    | 2                | 6    | Emmanuel Korir        | Kenya               | 1.44,74 | Q           |
| 10        | 3    | 3                | 4    | Elliot Giles          | Storbritannien      | 1.44,74 |             |
| 12        | 1    | 3                | 5    | Jesús Tonatiú López   | Mexico              | 1.44,77 |             |
| 13        | 1    | 4                | 9    | Eliott Crestan        | Belgien             | 1.44,84 | PB          |
| 14        | 2    | 7                | 3    | Marco Arop            | Canada              | 1.44,90 |             |
| 15        | 1    | 5                | 4    | Bryce Hoppel          | USA                 | 1.44,91 |             |
| 16        | 1    | 6                | 2    | Abdessalem Ayouni     | Tunesien            | 1.44,99 | NR          |
| 17        | 3    | 4                | 7    | Oussama Nabil         | Marokko             | 1.46,42 |             |
| 18        | 2    | 8                | 2    | Mateusz Borkowski     | Polen               | 1.46,54 |             |
| 19        | 1    | 7                | 7    | Charlie Hunter        | Australien          | 1.46,73 |             |
| 20        | 1    | 8                | 8    | Abdelati El Guesse    | Marokko             | 1.46,85 |             |
| 21        | 3    | 5                | 2    | Jeff Riseley          | Australien          | 1.47,17 |             |
| 22        | 3    | 6                | 9    | Pierre-Ambroise Bosse | Frankrig            | 1.48,62 |             |
| 23        | 3    | 7                | 5    | Isaiah Jewett         | USA                 | 2.38,12 |             |
| 24        | 3    | 8                | 3    | Nijel Amos            | Botswana            | 2.38,49 | qR          |

### Finale
Resultatene var som følger:

| Placering | Bane | Udøvere         | Nation              | Tid     | Kommentarer |
| --------- | ---- | --------------- | ------------------- | ------- | ----------- |
| 1         | 4    | Emmanuel Korir  | Kenya               | 1.45,06 |             |
| 2         | 6    | Ferguson Rotich | Kenya               | 1.45,23 |             |
| 3         | 3    | Patryk Dobek    | Polen               | 1.45,39 |             |
| 4         | 8    | Peter Bol       | Australien          | 1.45,92 |             |
| 5         | 7    | Adrián Ben      | Spanien             | 1.45,96 |             |
| 6         | 2    | Amel Tuka       | Bosnien-Hercegovina | 1.45,98 |             |
| 7         | 1    | Gabriel Tual    | Frankrig            | 1.46,03 |             |
| 8         | 9    | Nijel Amos      | Botswana            | 1.46,41 |             |
| 9         | 5    | Clayton Murphy  | USA                 | 1.46,53 |             |